# Nico Conzett
Nico Conzett (* 2. Mai 1996) ist ein Schweizer Unihockeyspieler. Seit der Saison 2016/17 steht Conzett als Stürmer beim Ostschweizer Verein UHC Waldkirch-St. Gallen unter Vertrag.

## Karriere
Seit der Saison 2016/17 steht der Nachwuchsspieler als Stürmer beim Ostschweizer Verein UHC Waldkirch-St. Gallen unter Vertrag. Zuvor durchlief er alle U-Mannschaften des UHC Waldkirch-St. Gallen.
Zur Saison 2016/17 wurde Conzett in den Kader der ersten Mannschaft berufen. Er hat aufgrund seiner Lizenz zudem die Möglichkeit Spiele für die U21-Mannschaft zu bestreiten. Zugleich absolvierte Conzett den Schweizer Militärdienst als Betriebssoldat. Durch den Status als qualifizierter Athlet kann er alle Mannschaftstrainings besuchen.
Am 30. März 2017 gab der UHC Waldkirch-St. Gallen bekannt, dass Conzett seinen Kontrakt um ein Jahr bis Ende Saison 2017/18 verlängert hat.